# Luís Filipe Fernandes
Luis Filipe Ângelo Rodrigues Fernandes (Cantanhede, 14 de Junho de 1979), conhecido no mundo do futebol por Luís Filipe é um ex-futebolista português que joga habitualmente a defesa direito.

## Carreira
Poucos sabem mas Luís Filipe começou a dar o primeiros toques na bola no "Clube de Futebol Os Marialvas", um clube da cidade onde nasceu o lateral português. As suas boas exibições nas camadas jovens do Os Marialvas despertaram o interesse do Futebol Clube do Porto onde militou no escalão de Iniciados, após uma lesão grave que o impediu de jogar durante parte da época regressou ao centro do país Académica de Coimbra que contratou o jogador, foi precisamente no clube de Coimbra que começou a sua carreira de futebolista profissional. Depois da Académica de Coimbra seguiu-se uma pequena passagem pelo futebol espanhol, na equipa B do Atlético de Madrid. Insatisfeito, rumou ao Sporting Clube de Braga onde fez uma boa época, transferindo-se mais tarde para o Sporting Clube de Portugal durante três temporadas.
As oportunidades foram escassas, levando-o a ser emprestado à União Desportiva de Leiria. Representou o Club Sport Marítimo na época 2004-2005 e mais tarde regressou ao Sporting Clube de Braga. Em 2007 assinou um contrato com o Sport Lisboa e Benfica, seguindo-se um empréstimo ao Vitória Sport Clube. No início da época 2009/2010 passou de dispensado a reintegrado, a quando da lesão de Maxi Pereira na pré-época.
Em Maio de 2011, terminou contrato com SL Benfica

## Títulos
Sporting
- Primeira Liga: 2001–02
- Taça de Portugal: 2001–02

Benfica
- Taça da Liga: 2009/2010; 2010-11

- Campeonato português: 2009/2010